# Euphorbia lancifolia
Euphorbia lancifolia är en törelväxtart som beskrevs av Diederich Franz Leonhard von Schlechtendal. Euphorbia lancifolia ingår i släktet törlar, och familjen törelväxter. Inga underarter finns listade i Catalogue of Life.